# Christian Reiner
Christian Reiner (geboren 1970 in München) ist ein deutscher Sprecher von Gedichten, Prosa und experimentellen Texten. Er lebt in Wien.

## Leben und Werk
Reiner erlernte den Beruf des Maschinenschlossers. Ab 1986 war er Sänger verschiedener Rockbands. Es folgte eine klassische Gesangsausbildung, unter anderem bei Bennie Gilette, und ab 1994 zwei Semester lang ein Phonetik-Studium an der Ludwig-Maximilian-Universität in München. Danach studierte er Sprechkunst und Sprecherziehung an der Hochschule für Musik und Darstellende Kunst in Stuttgart. Dort entwickelte er sein erstes Hörspiel und experimentierte mit der Verknüpfung von gesprochenem Wort und Musik. Seit Mitte der 1990er Jahre arbeitet er mit Musikern und Tänzern, deren Arbeit auf Improvisationen beruht. Er zählte zum Künstlerkollektiv Oral Office, für welches er sich 1998 anhand von Texten von Muhammad Ali und Wolf Wondratschek poetisch dem Boxsport annäherte. Seit 1996 ist er als Sprecher für Film, Funk und Fernsehen tätig, seit 1999 wirkt er auch in Theaterproduktionen mit. 2000 ging er nach Berlin. Heute lebt er in Wien.
Er sprach mehrere Hörbücher ein. Für die Metrikstationen, das Sprachlabor und die Gedichtlaufstrecke im Garten des Tübinger Hölderlinturms interpretierte er Hölderlins Gedichte – „mit Akzent auf dem Versmaß, dem Takt, dem Tempo und dem Klang“. Er tritt solo auf und in unterschiedlichen Formationen. Zumeist arbeitet er an der Schnittstelle zwischen Sprache und Musik. 2022 war er als Sprecher des englischen Prologs zu Herzog Blaubarts Burg und des Luzifer in De temporum fine comoedia von Carl Orff verpflichtet, in der Double-Feature-Eröffnungspremiere der Salzburger Festspiele, inszeniert von Romeo Castellucci. Beim Jazzfestival Saalfelden war er 2021 Artist in Residence.

## Zitat
„Mein Spielpartner ist die Stille.“

## Auszeichnung
- 1999 Stipendiat der Kunststiftung Baden-Württemberg

## Hörspiele (Auswahl)
- 1998: kyon: Metatron (Einziger Sprecher) – Komposition und Realisation: Frank Fiedler (Original-Hörspiel – Deutschlandradio/kyon)
- 2021: Tomoko Hojo, Rahel Kraft (Hojo + Kraft): My Place/My Sound – Dreaming with Ears (Sprecher) – Realisation: Tomoko Hojo, Rahel Kraft (Ars acustica, Hörbild – Deutschlandradio)

## Tonträger
- Oral Office, Reiner & Koch, Privatpressung 1999
- Nur für kurze Zeit, Weisse Waende, Windhund 2007
- Frei erfunden, Weisse Waende, SWR 2009
- Weltallende, Franz Hautzingers Poet Congress, Loewenhertz 2012
- Turmgedichte, Christian Reiner spricht Friedrich Hölderlin, ECM 2012
- Die sieben letzten Worte, mit dem Razumovsky-Quartett, Obsculta Music 2014
- 33 44 55, Weisse Waende, SWR 2015
- Elegie an John Donne, Christian Reiner spricht Joseph Brodsky, ECM 2017
- Pier Paolo Pasolini: Land der Arbeit, ECM 2022